# 樹林子
樹林子，原寫為樹林仔，是臺灣桃園市觀音區的一個傳統地域名稱，位於該區北部。相較於今日行政區，其範圍大致包括樹林里、富林里不含東北端及東南端。

## 歷史
台灣清治末期至日治初期，樹林子地區為一街庄，稱為「樹林仔庄」，隸屬於竹北二堡。該庄北臨台灣海峽，東與草漯庄為鄰，南邊為新坡庄，西邊為白沙墩庄。
1901年（日治明治三十四年）11月，全台廢縣廳改設二十廳，該庄隸屬於桃仔園廳。1903年（明治三十六年），改名桃園廳。1909年（明治四十二年）10月，合併二十廳為十二廳，該庄隸屬不變。1920年（大正九年），廢十二廳改設五州二廳，該庄改制並雅化為「樹林子」大字，隸屬於新竹州中壢郡觀音庄，大字下有「樹林子」、「過溪子」、「崁頭子」小字名。
戰後觀音庄改制為觀音鄉，隸屬於新竹縣，大字亦改制為村。1950年桃、竹、苗分治，觀音鄉改隸屬於桃園縣。2014年12月，桃園縣升格為直轄桃園市，觀音鄉改制為觀音區，村亦改制為里。

## 聚落
本地區發展較早的聚落有樹林仔、過溪仔、崁頭仔等，在日治期初期的官方地圖上已有記載。此外，本地區尚有海湖底、海湖、張屋、王厝、樹林新村等聚落。

## 交通
省道台15線（大觀路一段～二段）大致以東北—西南走向轉東北東—西南西走向經過樹林子地區南部。由該道路向東北可前往大園、坑子口、大南灣、八里等地，向西南西可前往觀音市區、崁頭厝、紅毛港、坑子口樹林子（坑子口地區北部）、貓兒錠、舊港等地。
省道台61線又稱「西部濱海快速公路」，大致以東北東—西南西走向蜿蜒經過本地區北部近海岸地帶，在境內同區道桃32線交會處設有「草漯交流道」。由該道路向東北東可前往大園、林口、八里等地，向西南西可前往觀音、大潭、新屋。
區道桃36線（民族路）是樹林子至過溪子的道路，也是本地區一條北北西—南南東走向的內部連絡道路，其北側端點位於本地區中部泰安街路口，南側端點位於本地區東南部過溪子聚落的省道台15線路口。
區道桃37線（國建三路、工業七路、成功路二段、工業八路、大觀路三段、文林路）是崁頭至新坡的道路，也是本地區西部的縱向連絡道路，其北側端點位於本地區西北端崁頭子的區道桃32線路口。由此向東南轉東北再轉東南，至成功路二段轉西南再轉南南東，至省道台15線轉東北東與其共線一小段路後再轉東南，之後可前往新坡聚落並止於區道桃35線路口。
區道桃32線（玉林路二段、工業二路、新村路二段）是觀音至移民新里的道路，也是本地區北部的橫向連絡道路，大致以西南—東北轉西北—東南走向再轉橫向經過本地區北部。由該道路向西南可前往觀音市區並止於區道桃38線，向東進入草漯地區不遠處即止於區道桃35線。該道路除最東段外，大部分為觀音工業區的北側外緣道路。

## 學校
- 樹林國小
- 富林國小

## 廟宇
- 觀音復興宮（開漳聖王廟）
- 樹林協天宮（關平爺公廟）

## 產業
- 觀音工業區（大部分）